# Kārvāneh
Kārvāneh (persiska: کاروانه) är en ort i Iran.   Den ligger i provinsen Lorestan, i den nordvästra delen av landet, 300 km sydväst om huvudstaden Teheran. Kārvāneh ligger 1 488 meter över havet och antalet invånare är 419.
Terrängen runt Kārvāneh är varierad.Runt Kārvāneh är det tätbefolkat, med 257 invånare per kvadratkilometer. Närmaste större samhälle är Borujerd, 9,7 km norr om Kārvāneh. Trakten runt Kārvāneh består till största delen av jordbruksmark.